# フィンチ (オランダのバンド)
フィンチ（Finch、1974年 – 1978年）は、オランダのプログレッシブ・ロック・グループである。1978年11月14日、デン・ハーグのワールド・フォーラム・コンベンション・センターにおける最後のコンサートの後も、国際的に高い認知度を誇っている。

## 略歴
フィンチは、ベース奏者のペーター・ヴィンク（Peter Vink、「ヴィンク」はオランダ語で「フィンチ」を意味する）とドラマーのベール・クラッス (Beer Klaasse)によって結成された。ギタリストで作曲家のヨープ・ヴァン・ニムヴェーゲン (Joop van Nimwegen)は、オランダのバンド、Q65でヴィンクと一緒に演奏していたが、すぐに参加した。良いシンガーが不足していたため、フィンチはインストゥルメンタル・ロックのレパートリーを作成することにした。キーボード奏者のポール・ヴィンク (Paul Vink)が加わったが、すぐにロッテルダム音楽アカデミーの学生であったクレーム・デターマイヤー (Cleem Determeijer)に交代した。
ファースト・アルバム『グローリー・オヴ・ジ・インナー・フォース』は、フィンチの地元・オランダで発売されたほか、アメリカ合衆国の「ATCO / アトランティック」からも発売された。大西洋を挟んだ両側で、アルバムは肯定的なレビューを受けた。
セカンド・アルバム『ビヨンド・イクスプレッション』は、オランダで人気があった海辺のラジオ・ステーションである「Radio Veronica」の「今週のレコード」となった。フィンチは名を馳せ始め、オランダ、ベルギー、ドイツでのコンサートにおいて観客を魅了するようになっていった。デターマイヤーがピアノの勉強に集中したいと考えるようになり、アド・ヴァムス (Ad Wammes)が後任となった。ベール・クラッスも自身が手掛ける皮革製品のビジネスで忙しくなったため、ハンス・ボスブーム (Hans Bosboom)に交代することとなった。
サード・アルバム『ガレオンズ・オヴ・パッション』がオランダとイギリスで発行され、その後、ハンス・ボスブームが個人的な事情を理由に脱退し、フレッド・ヴァン・ヴロテン (Fred van Vloten)に交代した。やがてグループの頻繁なメンバー・チェンジにより、バンドを継続することが不可能となった。1978年、ヨープ・ヴァン・ニムヴェーゲンが脱退を決めたとき、バンドのパートナーシップは打ち切られた。デモ音源、未発表のテイク、ライブ・マテリアルを含む解散後のライブ・アルバム『熱情の記録』は、1999年にリリースされた。フィンチのアルバムは、初期のクラシカル・ロックおよびプログレッシブ・ロックを楽しむ人々の関心を引き付け続けている。
ヨープ・ヴァン・ニムヴェーゲンは、長年にわたって多くのオランダのミュージカルにおいてピット・オーケストラで演奏している。2012年にアド・ヴァムスは、フィンチ加入以前のバンド「Montoya」をボーカリスト、ベース奏者としてヘンク・ヘイガー（元ディーゼル）と一緒に再現した。フレッド・ヴァン・ヴロテンは2008年に亡くなっている。

## ディスコグラフィ

### アルバム
- 『グローリー・オヴ・ジ・インナー・フォース』 - Glory Of The Inner Force (1975年)
- 『ビヨンド・イクスプレッション』 - Beyond Expression (1976年)
- 『ガレオンズ・オヴ・パッション』 - Galleons Of Passion (1977年)
- 『熱情の記録』 - The Making Of... Galleons Of Passion/ Stage '76 (1999年)
- 『パッション・オン・ステージ (ライヴ'75-'76)』 - Passion On Stage (Live '75-'76) (2012年)

### シングル
- "Colossus" (1975年)

### コンピレーション・アルバム
- 『ミソロジー』 - Mythology (2013年)